# Kopfsöd (Isen)
Kopfsöd ist ein Gemeindeteil des Marktes Isen im oberbayerischen Landkreis Erding.

## Lage
Die Einöde Kopfsöd liegt in der Gemarkung Thonbach 2,5 Kilometer südöstlich von Isen.

## Denkmalschutz
Das Bauernhaus Kopfsöd 1 ist ein ehemaliges Mitterstallhaus. Es ist ein erdgeschossiger Massivbau mit Blockbau-Kniestock, Traufbundwerk und flachem Satteldach. Es ist mit der Jahreszahl 1792 bezeichnet und wird in der Liste der Baudenkmäler in Isen aufgeführt.

## Bevölkerungsentwicklung
Um 1871 gab es in Kopfsöd neun Einwohner. Im Mai 1987 lebten dort neun Einwohner in zwei Wohngebäuden.
| Jahr      | 1871 | 1925 | 1950 | 1970 | 1987 |
| Einwohner | 9    | 10   | 10   | 7    | 9    |